# Noma Hitone
Noma Hitone (japanisch 野間 仁根; geboren 5. Februar 1901 in der Präfektur Aichi; gestorben 30. Dezember 1979) war ein japanischer Maler im Yōga-Stil.

## Leben und Wirken
Noma Hitone ging 1919 nach Tokio und begann im folgenden Jahr ein Studium der Malerei in der Kawabata-Malschule (川端画学校, Kawabata Gagakkō). Dann wechselte er zur Abteilung für Westliche Malerei der „Tōkyō bijutsu gakkō“ (東京美術学校), einer der Vorläufereinrichtungen der heutigen Universität der Künste Tokio, wo er 1925 seinen Abschluss machte. Bereits während er noch in der Ausbildung war, reichte er Bilder auf den Ausstellungen „Chūō bijutsu-ten“ (中央美術展), Kōfūksi-ten (光風会展) und Nika-ten (二科展) ein.
1928 wurde Noma für sein Ölgemälde „Yoru no yuka“ (夜の床) – „Boden der Nacht“ mit dem Takayama-Chogyū-Preis (高山樗牛賞) ausgezeichnet, im folgenden Jahr erhielt er für das Ölgemälde „Ze fūrumūn“ (ぜ・ふうるむうん) – „Der Vollmond“ den Nika-Preis (二科賞). Zunächst als „Freund der Nikakai“ aufgenommen wurde er 1933 Vollmitglied. Er übernahm die Illustration für Vorabdruck-Serien von Tsubota Jōji, Ibuse Masuji u. a. in den Zeitungen.
Nach dem Zweiten Weltkrieg zog Noma sich 1955 aus der Nikakai zurück und gründete mit Gleichgesinnten die Künstlervereinigung „Ichiyōkai“ (一陽会).
Nomas Hauptthemen waren das Meer, insbesondere der Seto-Inlandsee, und die Wälder. Seine Bilder zeichnen sich durch Vielfarbigkeit und humoristische Gestaltung aus. 1980 erschien ein Bildsammelband „Noma Hitone gashū“ (間仁根画集).